# Nabumetonă
Nabumetona este un antiinflamator nesteroidian utilizat ca antiinflamator și analgezic. Printre principalele indicații se numără: tratamentul simptomatic al artritei reumatoide și al osteoartritei. Calea de administrare disponibilă este cea orală. Este unul dintre puținele AINS care nu prezintă caracter acid.